# Mount Richardson, Alberta
Mount Richardson är ett berg i Kanada.   Det ligger i provinsen Alberta, i den centrala delen av landet, 3 000 km väster om huvudstaden Ottawa. Toppen på Mount Richardson är 3 086 meter över havet, eller 898 meter över den omgivande terrängen. Bredden vid basen är 14,3 km.
Terrängen runt Mount Richardson är varierad.Trakten runt Mount Richardson är nära nog obefolkad, med mindre än två invånare per kvadratkilometer.. Närmaste större samhälle är Lake Louise, 8,7 km sydväst om Mount Richardson. 
Trakten runt Mount Richardson består i huvudsak av gräsmarker.